# Зеркало Калхаса

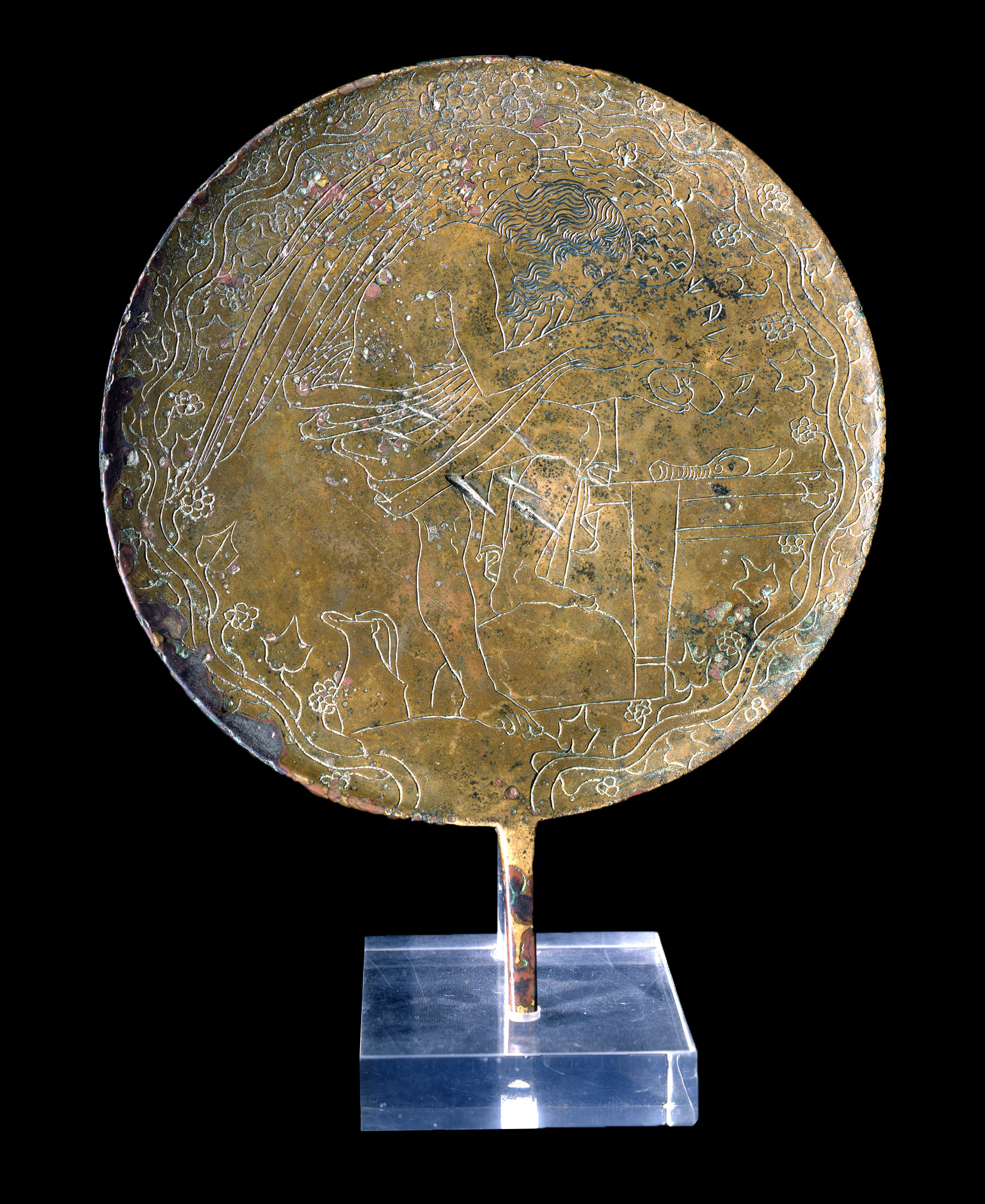
Зеркало Калхаса из Вульчи, датируемое концом V века до н. э.

Зеркало Калхаса (CIE 11019, ET Vc S.10, CII 2157) — этрусский артефакт конца V века до н. э., который сейчас находится в Григорианском Этрусском музее в Ватикане, Рим. Бронзовое зеркало найдено в этрусском городе Вульчи и изображает греческого прорицателя Калхаса в роли этрусского жреца (гаруспика), занятого гепатомантией. Зеркало Калхаса является примером этрусского переосмысления греческих мифов в изобразительном искусстве.

## Описание

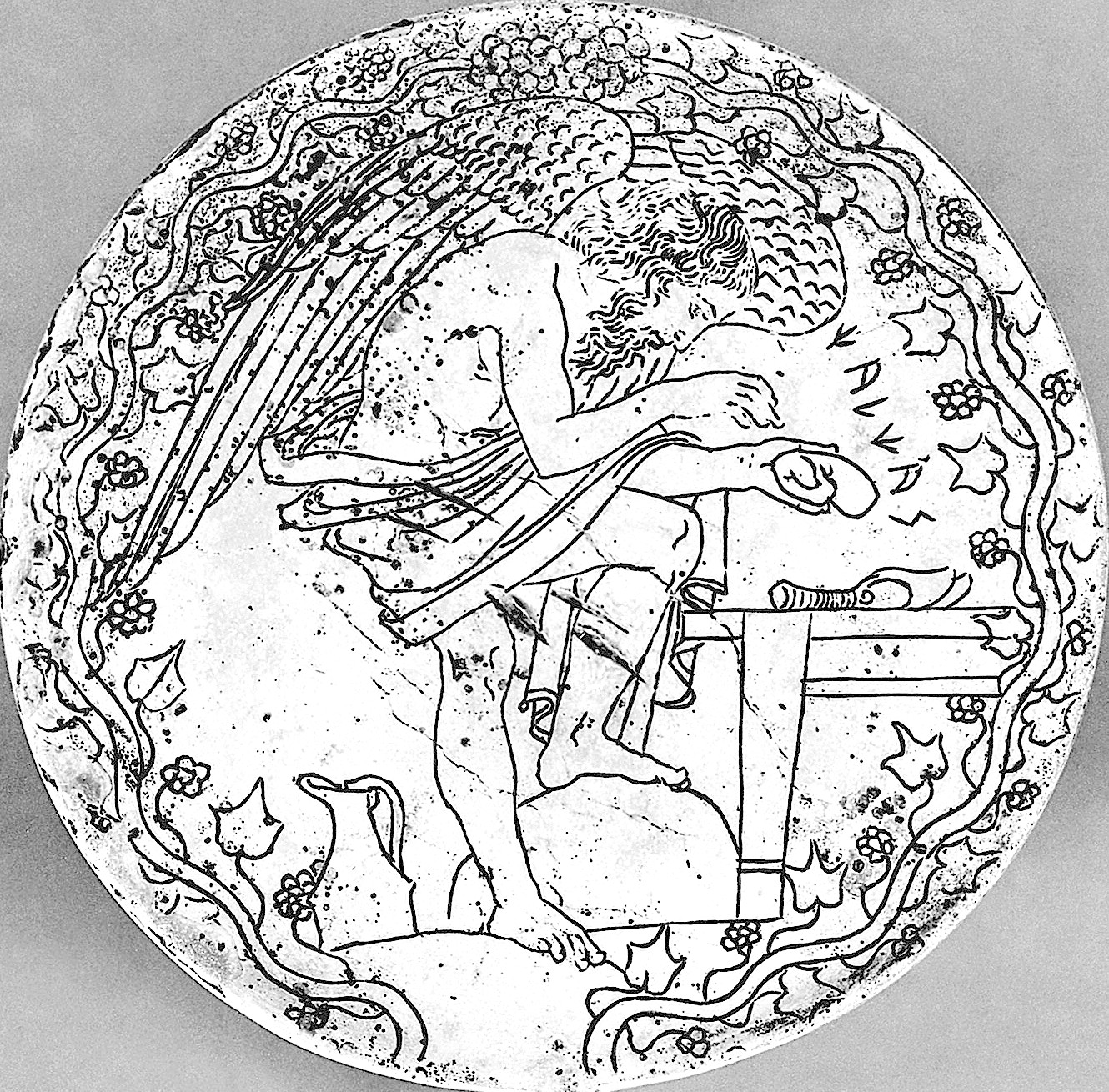
Чёрно-белое изображение зеркала Калхаса в негативе

Зеркало изготовлено из бронзы и имеет почти круглую форму, его диаметр — 14,8 см. Лицевая сторона отполирована, а выгравированное изображение находится на обратной стороне. Зеркало имеет выступ длиной 3,7 см, к которому, вероятно, крепилась ручка. Бронзовые зеркала этого типа изготавливались с VI по III века до н. э., а основной период производства пришёлся на IV век до н. э.
Мужчина, исследующий печень, крылат и бородат. Свободная ткань прикрывает бёдра, левое плечо и левую руку. Он наклонён вперёд и смотрит на печень, которую держит в левой руке. Мужчина, кажется, хочет поднести правую руку к печени, чтобы пощупать её. Левая нога приподнята и стоит на валуне.
Перед ним на столе у правого края композиции лежит нож или другая часть внутренностей. Это может быть лёгкое с трахеей. Позади него на левом краю картины стоит кувшин с носиком. Сцену обрамляют две мощные лозы плюща с трёхлопастными листьями и плодами.

## Надпись
В правой части композиции вырезана этрусская надпись, идущая наискосок сверху вниз. Таким образом, она читается слева направо, что не соответствует обычному направлению письма у этрусков — справа налево. Надпись нарекает изображённого человека именем χalχas (Калкас), что является этрусским вариантом др.-греч. Κάλχας (Калхас).
Согласно «Илиаде» Гомера, Калхас был официальным прорицателем греков во время Троянской войны. Он получил от Аполлона дар толковать полёт птиц — разновидность гадания, которую использовали и этруски.

## Трактовка
У этрусков только один жрец (гаруспик) имел право проводить исследование печени. Поэтому на рисунке изображён пожилой гаруспик, который, наклонившись вперёд, изучает печень принесённого в жертву животного, чтобы увидеть в ней волю богов. При этом его левая нога опирается на скалу. Эта поза, которую также принимает жрец на зеркале Тархона, по-видимому, имела большое значение для ритуала. Вероятно, жрец полагал, что таким образом он вступает в контакт с силами природы и подземным миром. Печень овцы, по-видимому, держали в левой руке во время гепатомантического осмотра и ощупывали правой, как показано на зеркале Тархона. Жертвенный нож и кувшин с носиком, вероятно, также были частью ритуального действа. Кувшины этого типа встречаются в Этрурии с первой половины V века до н. э.
Легендарный прорицатель Калхас, очевидно, пользовался большим уважением у этрусков. Само исследование печени переносится на мифический уровень через образ крылатого провидца. Но также возможно, что на зеркале изображён не Калхас, а его имя здесь используется в качестве имени нарицательного для провидца. Крылья символизируют функцию жреца-прорицателя как посредника между земным миром и трансцендентным.